# Kostel svatého Jiří (Jiříkov)
Římskokatolický kostel svatého Jiří v Loučném, místní části Jiříkova, nacházejícím se ve Šluknovském výběžku na severu Čech, je dominantou celého města. Je chráněn jako kulturní památka České republiky.

## Kostel

### Historie a původní kostel
Existence kostela v Jiříkově je povrchně zmíněna od roku 1346. Více zmínek o kostele z té doby není známo. Zřejmě šlo o malý dřevěný kostelík, zasvěcený již tehdy svatému Jiří. Zdali se jedná o tu samou budovu, která je zmiňována počátkem 18. století, není známo. Dřevěný kostel, spravovaný mnichy z řádu Kazatelů, který byl bezprostředním předchůdcem dnešního kostela, stával na místě stavby současného kostela svatého Jiří.

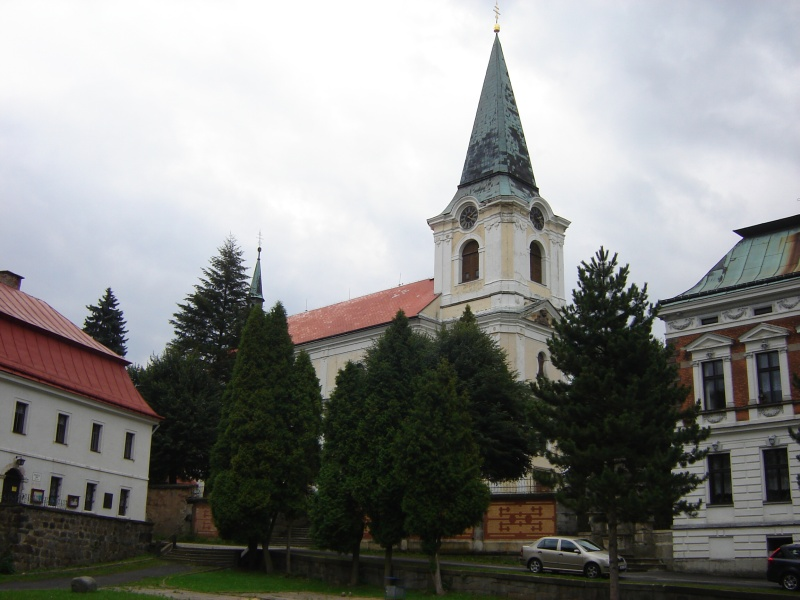
Kostel sv. Jiří v Jiříkově – pohled od náměstí přes potok

Roku 1524 se Jiříkov stal luteránským a zůstal po dalších 140 let. V roce 1664 je Jiříkov rekatolizován a z nedostatku farářů je kostel přidělen šluknovskému faráři Heinrichu Königovi, který zde 31. července 1664 provádí první katolický křest. Jiříkov spadá pod Šluknov do roku 1669.
Počátkem 18. století již dřevěný kostel nevyhovuje nárokům obce. Majitelka panství, hraběnka Maria Ernestine Harrach, rozhoduje nahradit malý dřevěný kostelík zděnou novostavbou.

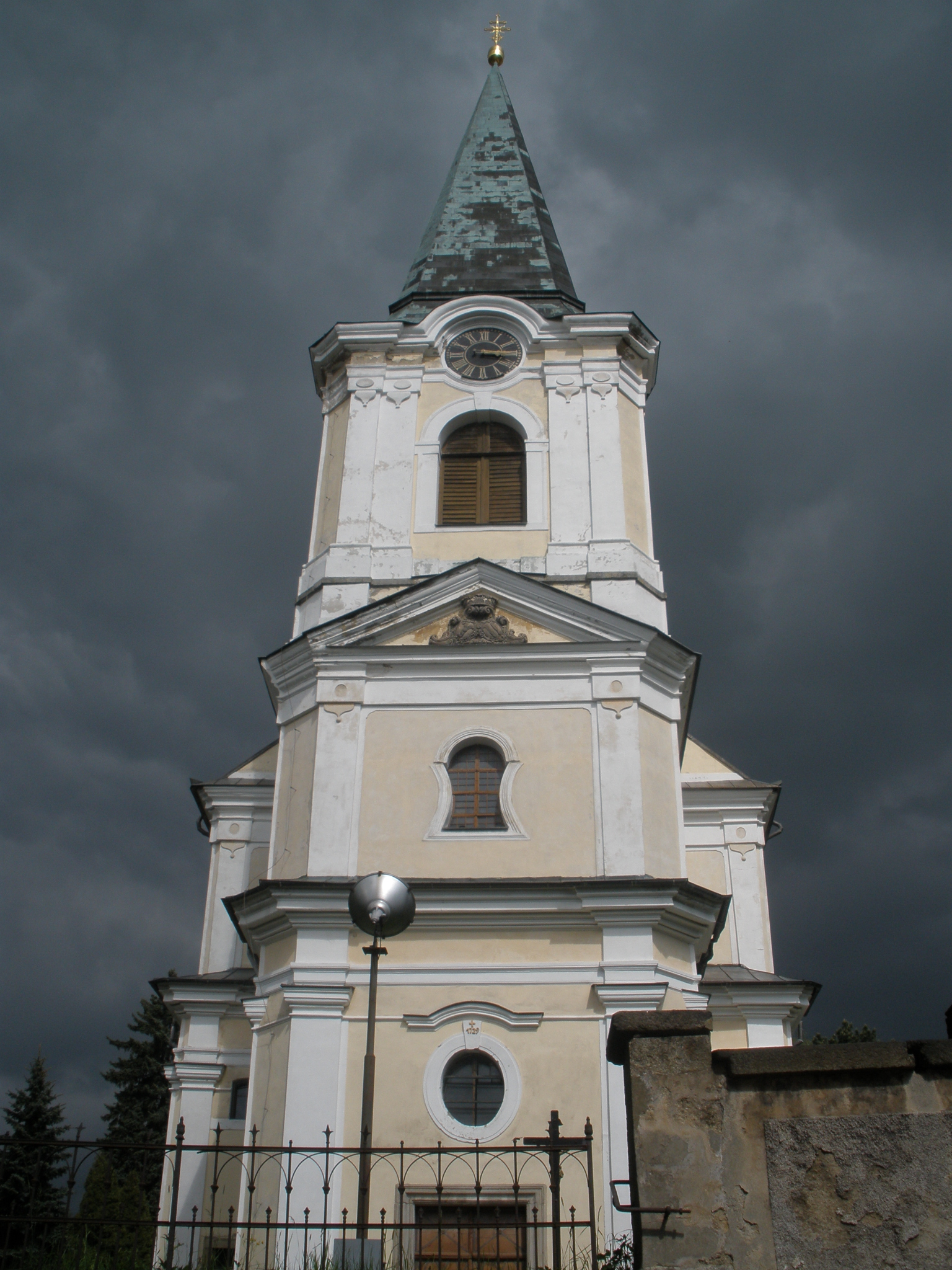
Kostel sv. Jiří v Jiříkově – hranolová kostelní věž

### Současný kostel
Stavba kostela svatého Jiří v Jiříkově začala 26. 4. 1724. Roku 1725 byl položen základní kámen stavby, která probíhala podle plánů J. L. Hildebrandta.
Stavitelem kostela byl Jan Jiří Achbauer ml. (německy Johann Georg Achbauer). Roku 1728 byl kostel dostavěn italským stavitelem M.Rossim a děkanem Wilhelmem Jägrem z Lipové zasvěcen sv. Jiří.
Kostel je jednoloďový s užším, polokruhovitě ukončeným presbytářem a postranními prostorami. Celá loď je zaklenuta dvěma poli plackové klenby. Vnitřní zařízení je barokní.
Kostel zdobí oltář od Dominika Kindermanna (1739–1817), rodáka ze Šluknova, který věnoval kostelu Christian Salme. Kromě toho jsou zde ještě dva postranní oltáře.
Čtyři cenná kostelní okna vyrábí mnichovští umělci roku 1894. V současné době (2011) na jejich opravu probíhá zahraniční sbírka.
Původní kostelní varhany pocházely z roku 1736. Hraběnka Maria Ernestine Harrach na ně věnovala 300 Guldenů. Do roku 1945 byly 2krát obnoveny.
Kostelní věž kostela svatého Jiří byla původně baňatá – a to do roku 1890. K její přestavbě na věž hranolovou přispěly hned dvě nešťastné události:
Dne 13. března 1840 navečer zasáhl kostelní věž blesk a zapálil ji; 7. prosince roku 1868 byl kostel ještě více poškozen během bouře. Dne 30. července roku 1890 proto bylo rozhodnuto vystavět věž novou, hranolovou. V září 1894 bylo provedeno nové bednění a pokryta nově střecha. Restaurování vnitřních prostor kostela bylo započato v červnu 1904. Dokončena byla v roce 1906.
Kostelní hodiny ve věži kostela byly vyrobeny roku 1800 zámečnickým mistrem Zachariasem Rudolfem z Rumburku.

## Okolí kostela
Roku 1729 je kolem kostela založen dodnes patrný hřbitov. V jeho obvodových zdech, i mimo ně, jsou ke spatření náhrobky zde pohřbených významných osobností obce. Jedním z těchto náhrobků je náhrobek Johanna Georga Göttlicha, ležící západně od kostela.
Téhož roku (1729) je na jihovýchod od kostela zřízena hřbitovní kaple. Roku 1734 je farářem Salomonem z vlastních prostředků přijat kaplan. "Nejvíc miluje ten, kdo položí život za své přátele" hlásá vnitřní výzdoba kaple. Kaple je v současné době (2012) v žalostném stavu.
V letech 1817–1826 bylo Nadací občanů Jiříkova vystavěno podél ohradní zdi hřbitova 14 zastavení Křížové cesty.

## Návštěva kostela
V současné době můžete kostel navštívit pravidelně, vždy v pátek v 17:00 a v neděli v 8:30 v době konání bohoslužeb, ale i mimo tyto termíny po dohodě s místním farářem.